# Weston Lakes (Teksas)
Weston Lakes je grad u američkoj saveznoj državi Teksas. Prema popisu stanovništva iz 2010. u njemu je živjelo 2.482 stanovnika.